# Gary Fuhrmann
Gary Fuhrmann (* 1978 in Worms) ist ein deutsch-französischer Jazzmusiker (Tenor- und Sopransaxophon, auch Klarinette, Komposition).

## Leben und Wirken
Fuhrmann, der in Worms aufwuchs, kam über seinen französischen Großvater, mit dem er Platten von Django Reinhardt hörte, früh mit dem Jazz in Berührung. Zunächst lernte er klassische Klarinette, um dann zum Saxophon zu wechseln. Ein Jahr lang war er Mitglied im Landesjugendjazzorchester Rheinland-Pfalz. Er studierte nach dem Abitur und seinem Zivildienst von 1999 bis 2003 an der Hochschule für Musik und Darstellende Kunst Mannheim bei Jürgen Seefelder und Johannes Enders. Zwischen 2005 und 2007 lebte er in Paris; dann zog er nach Köln. Aktuell lebt er in Ludwigshafen am Rhein.
Mit seinem eigenen Quintett entstand 2005 Fuhrmanns Album G-Zone, das bei Double Moon Records veröffentlicht wurde. 2010 folgte bei Konnex Records in derselben Besetzung L´Existentialiste. Im Trio Eld Now entstand das Album Hic et Nunc. Im Quartett Fuhrmann, Fromm & Freunde legte er 2022 ein weiteres Album unter eigenem Namen vor. Zwischen 2002 und 2007 tourte er als Gary Offsteen mit der Mardi Gras.BB, mit der er auch drei Alben einspielte. Außerdem gehörte er zur Big Band Kicks 'N Sticks, dem Little Vintage Orchestra und seit 2018 zu den South West Oldtime All Stars mit Trevor Richards.
Fuhrmann erhielt 2009 den Jazzpreis der Stadt Worms und 2012 den Kultur-Förderpreis des Rotary-Club Worms. Weiterhin ist er als Saxophonlehrer tätig, zwischen 2018 und 2020 zusätzlich als stellvertretender Leiter an der Lucie-Kölsch-Musikschule der Stadt Worms, deren Bigband „Windkraft“ er leitet.

## Diskographische Hinweise
- L´Existentialiste (Konnex 2010, mit Martin Auer, Rainer Böhm, Matthias Akeo Nowak und René Marx)
- Eld Now: Hic et Nunc (Ajazz 2015, mit Thomas Stabenow, Holger Nesweda sowie Kosho, Tobias Weindorf)
- Fuhrmann, Fromm & Freunde: Cheese Cake (Unit Records 2022, mit Felix Fromm, Thomas Stabenow bzw. Jan Dittmann, Holger Nesweda)